# NGC 1437
NGC 1437 je galaksija u zviježđu Eridan.

## Vanjske poveznice
- SEDS: NGC 1437